# Коген, Герман
Ге́рман Ко́ген (нем. Hermann Cohen; 4 июля 1842, Косвиг, Саксония-Анхальт, Германия — 4 апреля 1918, Берлин) — немецко-еврейский философ-идеалист, глава Марбургской школы неокантианства. Исследователь иудаизма.

## Биография
Герман Коген родился в городке Косвиг, входящем в район Виттенберг в федеральной земле Саксония-Анхальт в Германии. Окончил гимназию в Дессау и Еврейскую теологическую семинарию, основанную З. Франкелем в 1854 году в столице Силезии Бреслау (Бреславле, Вроцлаве). Не окончив семинарии, записался на философский факультет университета г. Бреслау, продолжил обучение в университетах Берлина и Галле. В 1865 году в Галле защитил кандидатскую диссертацию на тему: «Учения философов об антиномии необходимости и случайности».
В 1871 году написал работу «Кантовская теория опыта», которая привлекла внимание профессора философии в Марбурге Фридриха Альберта Ланге, и по его приглашению Коген переехал в Марбург.
В 1873 году Коген защитил докторскую диссертацию на тему «Систематические понятия в докритических сочинениях Канта», стал приват-доцентом философского факультета Марбургского университета и посвятил себя изучению философского наследия Канта. В 1875 году Коген был избран экстраординарным профессором, а в следующем 1876 году — ординарным профессором, заняв кафедру, освободившуюся по смерти Ф. А. Ланге.
В 1878 году Коген женился на Марте Левандовски (1860—1942), дочери композитора Луи Левандовски.
До своего выхода на пенсию в 1912 году преподавал в Марбурге, среди его учеников был поэт Борис Пастернак. В том же году переехал в Берлин, где до самой смерти, последовавшей в 1918 году, читал лекции и вёл семинары в Высшей школе иудаики в Берлине. В 1914 году приезжал в Россию, где в трёх городах (Варшаве, Петербурге и Москве) читал публичные лекции о значении еврейства.
В 1902 году Герман Коген стал одним из основателей «Общества поддержки иудаики», отредактировал и опубликовал последний философский труд Ф. А. Ланге «Логические штудии» (нем. Logische Studien; Лейпциг, 1877) и его же «Историю материализма» (en:Geschichte des Materialismus, 1902). Наряду с философскими работами написал ряд работ в области иудаики, в том числе «Ознакомление с еврейским вопросом» («Ein Bekenntniss in der Judenfrage», 1880) и «Культурно-историческое значение Субботы» (нем. Die kulturgeschichtliche Bedeutung des Sabbat, 1881). Посмертно были опубликованы книги «Религия разума по источникам иудаизма» (нем. Religion der Vernunft aus den Quellen des Judentums, 1919), «Германство и еврейство» (нем. Deutschtum und Judentum), и «Этика Маймонида» (нем. Die Ethik des Maimonides).

## Философия
Последовательно провел и развил все три части философской системы Канта, используя и разрабатывая трансцендентальный метод.
Интерпретируя философию Канта, выдвинул идею, что мысль порождает не только форму, но и содержание познания; объекты же представляют собой мысленные конструкции.
Истолковывал кантовское понятие «вещь в себе» в духе последовательного идеализма как имманентную цель познания, а не как независимое от познания бытие. С этой точки зрения, ощущение является лишь индикатором проблемы, стоящей перед разумом. Моделью познания для него является математика, особенно исчисление бесконечно малых. Процесс познания бесконечен; вечно приближаясь к своему пределу («вещи в себе»), но никогда его не достигая.
По Когену, этика — логика воли. Он, как и Кант, считал, что существует примат этики над наукой. Центральное место в этической системе Когена занимает человеческое достоинство; был сторонник этического социализма, однако отвергал исторический материализм и атеистические тенденции в рабочем движении.
«Науки о духе и философия» — одна из редких, полностью переведенных на русский язык, работ Г.Когена. По его мнению, в качестве корня всего научного познания, науки о духе объединяются в проблеме научного разума, таким образом понятие наук включает и естественные науки. Дух — по мнению Когена, — это познание, то есть логика плюс этика, которые соединяются в философии.
Обращаясь к искусству, Коген говорит о том, что духовно-научной предпосылкой искусства является традиция истории(«естественная сила окрыляет гения»). Логические основания этики соединяются с этическими элементами нравственной и духовной культуры (единство дуальности) В связи с этим возникает эстетика которая только на этом моменте созревает до системы. Коген поясняет, что это — современное дело Канта.
По Когену, искусство связано с философией, не только с логикой и этикой, но и с эстетикой. Самостоятельное обоснование искусства — результат, за счет которого философия добивается подъёма к системе.
Философия является необходимой для единства наук о духе, где единство — не что-то стороннее, а необходимая творческая основа множественности. По мнению Когена, проблемы философии заключаются, в основном, в её изолированности. Включенная в науки о духе, она должна использовать возникшую связь, но и не злоупотреблять своим «материнством»
Сознание предполагает интенциональность, Чувственность — фундаментальная способность свободы души. Предмет познания — результат различных форм активного познания.

## Эстетические взгляды Германа Когена
Мыслитель трактовал философию как систему взаимосвязанных элементов. Спецификой  чувства как творчества является то, что чувство совмещает в себе понятия познания и нравственности, создавая предметное содержание искусства, которое не сводится ни к морали, ни к науке. Благодаря своей специфике эстетика оказывается у Когена завершающим звеном философской системы, без которого все остальные элементы не имеют целостного контекста и поэтому могут получить методологически несостоятельную теоретическую ориентацию.
Герман Коген говорит о том, что эстетика основана на чистой любви к природе человека, которая является частью природы. Эстетический субъект - индивидуальность, а искусство - творчество любви как самочувствие человечества в человеке. Искусство находится в двойственном (связи и различия) отношении к иным формам культуры. Эстетический субъект придает гуманизм и индивидуальность всем формам культуры. Искусство, по мнению Когена, является истоком всей эмоциональной культуры человека.  Если рассматривать взаимосвязь искусства и нравственности, то Герман Коген отвечает на этот вопрос четко - искусство не ведет к нравственности, так как оно должно из нравственности исходить. Согласно теории мыслителя, нравственные чувства эстетичны по происхождению, их возникновение опосредовано формированием эстетического чувства.
В свой второй, "еврейский" период творчества противопоставлял иудаизм христианству, отказываясь считать последнее пророческой и мессианской религией. С этой точки зрения говорил о бессмысленности протестантизма и его основного учения о личном благочестии, когда Христос воспринимается как средство для очищения сердца и устранения грешных помыслов.
Следуя концепции В. Гумбольдта об языке как инструмента формирования сознания, Герман Коген задается вопросом своеобразия речи человека, которая опосредует художественное творчество. В ответе на данный вопрос философ видит ключ к объяснению единства всех форм и видов искусств. Мышление, по мнению Когена, является предпосылкой общности всей сферы искусств, поскольку мышление является общим знаменателем для научного познания и для нравственной воли, а также для их интеграции в эстетическом чувстве.
Согласно концепции Германа Когена, эстетическое чувство есть новый вид творчества, который подчинил себе нравственность и познания, единственным содержанием, объектом и субъектом является новая самость человека, что обнаруживает познающий дух и нравственность человека как его природу. В эстетическом чувстве рождается индивидуальность, создающая себя в формах самочувствия и самосознания. Спецификой чувства как творчества является также создание предметного содержания искусства, которое отличается от морали и от науки. Герман Коген говорит о том, что чистым эстетическим чувством является любовь. Эстетическая любовь порождает новую стыдливость, разоблачающую себя как сладострастие. Эстетическое чувство стыда - страх утраты чести и вместе с тем восхищение, всегда направленное на идеальную совершенность. В таком совершенстве искусство всегда состязается с природой. Задачей искусства является совершенство как созидание. Поскольку любовь - чистое чувство, по своему значению она является первоисточником искусства. Анатомия является предпосылкой не только медицины, но и искусства.
В своих работах Герман Коген исследует также взаимосвязь религии и искусства. Религиозное чувство является преимущественно чувством эстетическим, поэтому нравственная составляющая в религиозном чувстве есть также частью эстетического чувства. Религиозное содержание обрело эстетическое облачение и продолжает в нём распространяться, отчего Коген приходит к выводу: религия насквозь пропитана искусством.
Теория Германа Когена о роли поэзии как истоке всех видов искусств получила свое дальнейшее развитие в работе «Эстетика словесного творчества». Эстетическая теория Германа Когена заложила основу эстетическим концепциям других философов Марбургской школы.

## Сочинения
- Cohen H. Kants Begründung der Aesthetik. — Berlin, 1889. — XII, 433 S.
- Cohen H. Kants Begründung der Ethik. — Berlin, 1877. — 328 S.
- Cohen H. Kants Theorie der Erfahrung. — Berlin, 1871. — 271 S.; 2-te neubearb. Aufl.: Berlin: Dümmler, 1885. — 616 S.
- Cohen H. Kommentar zu Immanuel Kants Kritik der reinen Vernunft. — Leipzig, 1907. — IX, 233 S. — (Philosophische Bibliothek. B.113).
- Cohen H. Das Princip der Infinitesimal Methode und seine Geschichte. — Berlin, 1883. — VII, 162 s.
- Cohen H. System der Philosophie. T. 1: Logik der reinen Erkenntnis. — Berlin, 1902. — XVII, 520 S.
- Cohen H. System der Philosophie. T. 2: Ethik des reinen Willens. — Berlin, 1904. — XVIII, 641 S.; 2. rev. Aufl., 1907. — XXII, 679 S.
- Cohen H. System der Philosophie. T. 3: Ästhetik des reinen Gefühls. — Bd. 1, 2. — Berlin: Cassirer, 1912. — XIV, 402+478 S.
- Cohen H. Schriften zur Philosophie und Zeitgeschichte. — Berlin: Hrsg. von A. Görland, E. Cassirer, 1928. — 2 Bd.
- Cohen H. Die dramatische Idee in Mozarts Operntexten. — Berlin, 1915. — 115 S.
- Коген Г. Значение еврейства в религиозном прогрессе человечества (Речь Германа Когена, произнесенная на V-м всемирном конгрессе для свободного христианства и религиозного прогресса). // Еврейский мир. Трехмесячный ж-л. 1910. Кн. 2-3. — С. 5—18. Перепеч.: Теоретические и практические вопросы еврейской жизни. — СПб., 1911.
- Коэн Г. Суббота. // Евреи и еврейство: Сб. историко-философских эссе. — Иерусалим, 1991. — С.49—55.
- Коген Г. Эстетика чистого чувства. Т. 1. § 11. Эстетическое чувство любви. / Пер. с нем. Т. А. Акиндиновой. // Studia culturae. Вып. 3. Альманах кафедры философии культуры и культурологии и Центра изучения культуры филос. ф-та Санкт-Петербургского ун-та. — СПб., 2002. — С. 219—232.
- Коген Г. Теория опыта Канта. Гл. 16. Система критического идеализма. / Пер. В. Н. Белова. // Вопросы философии. — 2006. — № 4. — С. 151—173.
- Коген Г. Науки о духе и философия. / Пер. с нем. В. Н. Белова. // Кантовский сборник. Научный журнал. — Калининград. № 1 (27), 2008. — С. 82—86.
- Коген Г. Теория опыта Канта / Пер. с нем. В. Н. Белова. — М.: Академический Проект, 2012. — 60х90/16, 618 с.